# Ферран (Франция)
Ферра́н (фр. Ferran) — коммуна во Франции, находится в регионе Лангедок — Руссильон. Департамент коммуны — Од. Входит в состав кантона Алень. Округ коммуны — Лиму.
Код INSEE коммуны — 11141.

## Население
Население коммуны на 2008 год составляло 98 человек.
| 1962 | 1968 | 1975 | 1982 | 1990 | 1999 | 2008 |
| ---- | ---- | ---- | ---- | ---- | ---- | ---- |
| 108  | 83   | 59   | 70   | 57   | 64   | 98   |

## Экономика
В 2007 году среди 62 человек в трудоспособном возрасте (15—64 лет) 38 были экономически активными, 24 — неактивными (показатель активности — 61,3 %, в 1999 году было 60,0 %). Из 38 активных работали 36 человек (19 мужчин и 17 женщин), безработными были 2 женщины. Среди 24 неактивных 15 человек были учениками или студентами, 6 — пенсионерами, 3 были неактивными по другим причинам.